# Blask fantastyczny
Blask fantastyczny (ang. The Light Fantastic) – humorystyczna powieść fantasy Terry’ego Pratchetta, wydana w 1986 r. W Polsce książka ukazała się po raz pierwszy w 1995 r. nakładem wydawnictwa Prószyński i S-ka (ISBN 83-7337-048-X). Jest to druga część długiego cyklu Świat Dysku, zaliczana do podcyklu o Rincewindzie.
Jest to kontynuacja pierwszego tomu – Kolor magii i opowiada dalsze losy maga-nieudacznika Rincewinda. W tej części Rincewind jest ścigany przez szalonego maga Trymona próbującego zdobyć władzę nad światem przy pomocy ośmiu wielkich zaklęć, z których jedno ukrywa się w głowie Rincewinda. W przygodzie towarzyszy mu Dwukwiat (pierwszy w Świecie Dysku turysta) i Bagaż (żywy i myślący kufer), a Rincewind po raz kolejny przez przypadek ratuje świat.

## Bohaterowie
- Rincewind – niezwykle nieudolny mag. Nie potrafi rzucić ani jednego zaklęcia. W jego głowie utkwiło jedno z ośmiu najpotężniejszych zaklęć, lecz nie panuje nad nim. Został wyrzucony z Niewidocznego Uniwersytetu. Nie pali, co jest rzeczą niezwykłą u maga. Jedyną reakcją na wszystkie niesamowite zdarzenia, które go spotykają jest strach i panika.
- Dwukwiat – pierwszy turysta Dysku. Dysponuje nadzwyczajną ilością pieniędzy. Jest naiwny, ufa w ludzką dobroć, posiada niezachwianą wiarę w to, że nic złego mu się stać nie może. Posiada ikonoskop, urządzenie działające jak aparat, z tą różnicą, iż wewnątrz niego siedzi mały demon i maluje wszystko co zobaczy. Jest on także właścicielem Bagażu wykonanego z myślącej gruszy, który porusza się na setce małych nóżek i z godną podziwu wytrwałością podąża za swoim panem.
- Cohen Barbarzyńca – parodia howardowskiego Conana. Mimo że z racji swojego wieku już dawno powinien przejść na emeryturę to nadal jest największym bohaterem Dysku. Jest stary, nie ma jednego oka, większości zębów, całe ciało ma pokryte bliznami.